# Beyenburger Stausee
Der Beyenburger Stausee ist eine der kleinsten Talsperren im Bergischen Land und wird vom Wupperverband betrieben.

## Lage und Beschreibung
Der Stausee befindet sich etwa acht Kilometer südöstlich von Wuppertal-Barmen direkt bei dem Wuppertaler Ortsteil Beyenburg. Er liegt im Tal der Wupper, die hier aufgestaut wird und somit auch der mit Abstand wichtigste Zufluss des Stausees ist. Daneben fließen noch einige kleine Bäche in den Stausee wie z. B. der Spreeler Bach. An den Stausee grenzen die Städte Wuppertal, Ennepetal und Radevormwald.
Der Stausee besitzt etwa die Form eines auf dem Kopf gespiegelten „L“. Er hat eine Länge von gut 1100 Metern und eine Breite von bis zu 140 Metern; an seiner nordöstlichen Stelle ist er bis zu 270 Meter breit. Das Fassungsvermögen des Stausees beträgt bis zu 465.000 Kubikmeter. Aufgrund der von der Wupper mitgeführten Sedimente in einer Größenordnung von bis zu 5000 m3 jährlich droht stellenweise eine Verlandung, so dass kontinuierlich Ausbaggerungsarbeiten erforderlich sind.
Das Absperrbauwerk der Staustufe besteht aus einem Staudamm kombiniert mit einer Gewichtsstaumauer, die als Überlauf und Hochwasserentlastung dient. Ein Teil des Überlaufs ist ein 13 m breites Wehr mit einem absenkbaren Segmentverschluss. Die Höhe der Betonmauer beträgt 8,6 Meter über der Gründung, ihre Länge 59 m. Die Gesamtlänge mit dem Damm beträgt etwa geschätzte 120 Meter. Zwischen Juni 2009 und Herbst 2011 führte der Wupperverband eine Grundsanierung der Staumauer durch, bei welcher auch eine Fischtreppe gebaut wurde, die den Fischen die Überwindung der Sperrmauer ermöglicht. Mit 190 m Länge zählt diese zu den größten Fischaufstiegshilfen in Nordrhein-Westfalen.

## Geschichte
Der Beyenburger Stausee wurde in den Jahren 1950–1953 in der heutigen Form erbaut und 1954 in Betrieb genommen. Er vergrößerte damit den bereits 1898–1900 erbauten „Ausgleichweiher Beyenburg“, der seine Aufgabe als Hochwasserschutzanlage nicht mehr ausreichend erfüllen konnte.
Sowohl der Vorgängerbau wie auch der heutige Stausee wurden aus Gründen des Hochwasserschutzes insbesondere in den wuppernah gelegenen Teilen von Beyenburg als auch der Wassererhöhung in trockeneren jahreszeitlichen Perioden erbaut. Diese Funktion ist jedoch durch den Bau der Wuppertalsperre weitestgehend entfallen.

## Heutige Nutzung
Der Beyenburger Stausee ist heute ein beliebtes Naherholungsgebiet, das sowohl von Anglern als auch von Spaziergängern gerne aufgesucht wird. Gleichzeitig dient die Talsperre in den Sommermonaten als Badesee. Offiziell ist das jedoch nicht erlaubt und außerdem wegen tieferer Strömungen sehr gefährlich. Daneben erzeugt ein kleines Wasserkraftwerk Strom. Seine Turbine ist für einen Durchfluss von 6,5 m³/s ausgelegt.

### Sportliche Nutzung
An dem zu Ennepetal gehörenden östlichen Seeufer befinden sich die Vereinsheime mehrerer erfolgreicher Kanuvereine: des Vereins für Kanusport Wuppertal (VfK), des Wuppertaler Kanu-Clubs (WKC), der Wuppertaler Paddler-Gilde (WPG) und des Eisenbahner-Sportvereins Wuppertal-Ost. Die drei erstgenannten Vereine bilden als Kanu-Sportgemeinschaft Wuppertal den in den 1970er und 1980er Jahren erfolgreichsten deutschen Kanurennsportverein und brachten zahlreiche WM- und Olympiateilnehmer hervor, unter anderem den späteren Olympiasieger Ulrich Eicke. In jüngerer Zeit machte vor allem die unter dem Namen Drag Attack-Team antretende Drachenboot-Mannschaft des VfK mit drei Weltmeistertiteln und zahlreichen Deutschen Meisterschaften von sich reden.
Am zu Wuppertal gehörenden Westufer liegt das Bootshaus des Ruderclubs Wassersportverein Ennepetal, dessen Mitglieder den See für den Rudersport nutzen.
Der Stausee war auch Austragungsort bedeutender Kanu-Wettkämpfe wie der bis in die 1990er Jahre jährlich ausgetragenen Internationalen Wuppertaler Stadtregatta und der Deutschen Meisterschaften im Kanupolo 1971. Aufgrund einer zunehmenden Verlandung des Sees und zunehmendem Wuchs von Wasserpflanzen wurde die Nutzung für den Leistungssport ab Mitte der 1990er Jahre zunehmend schwieriger, in jüngerer Zeit hat sich aber das Bergische Drachenbootfestival etabliert, das Jahr für Jahr fünfstellige Besucherzahlen an den Stausee lockt. Um den See für den Wassersport nutzbar zu halten, wird seit 2007 ein Mähboot eingesetzt, das die Wasserpflanzen regelmäßig abmäht.

### Touristische Nutzung
Insbesondere wegen der fast ebenen und kaum befahrenen Wege, die um den Stausee führen, wird er gerne zu Spaziergängen besucht, die meistens auch mit einem Gang durch die Straßen von Beyenburg verbunden werden. Seit 2016 veranstaltet ein Wuppertaler Anbieter auch Segway-Touren rund um den See herum. Der Blick über den östlichen Teil des Sees zu der auf dem Bergrücken oberhalb der Wupper gelegenen Klosterkirche St. Maria Magdalena ist wohl eines der am meisten fotografierten Bilder von Wuppertal.
Der Wuppertaler Rundweg, der Wupperweg, der Residenzenweg, der Wappenweg und eine Route des westfälisch-rheinischen Jakobsweges führen an der Uferlinie entlang.

### Verkehr
Die Landesstraße 414 führt direkt von Wuppertal-Barmen nach Beyenburg. Sie verläuft zusammen mit der Wuppertalbahn, die parallel zu der Straße über eine Eisenbahnbrücke (in der Form einer sog. Fischbauchbrücke) über die engste Stelle des Sees führt, und geht als Straße weiter nach Radevormwald; die Bahnstrecke endet mittlerweile in Radevormwald-Wilhelmstal. Parkplätze in der Nähe des Stausees sind in der Regel problemlos erreichbar. Mit den städtischen Buslinien können der Ortskern von Beyenburg und der Stausee regelmäßig angefahren werden. Die am Ufer des Stausees verlaufende Wuppertal-Bahn verkehrt nur an bestimmten Wochenenden.

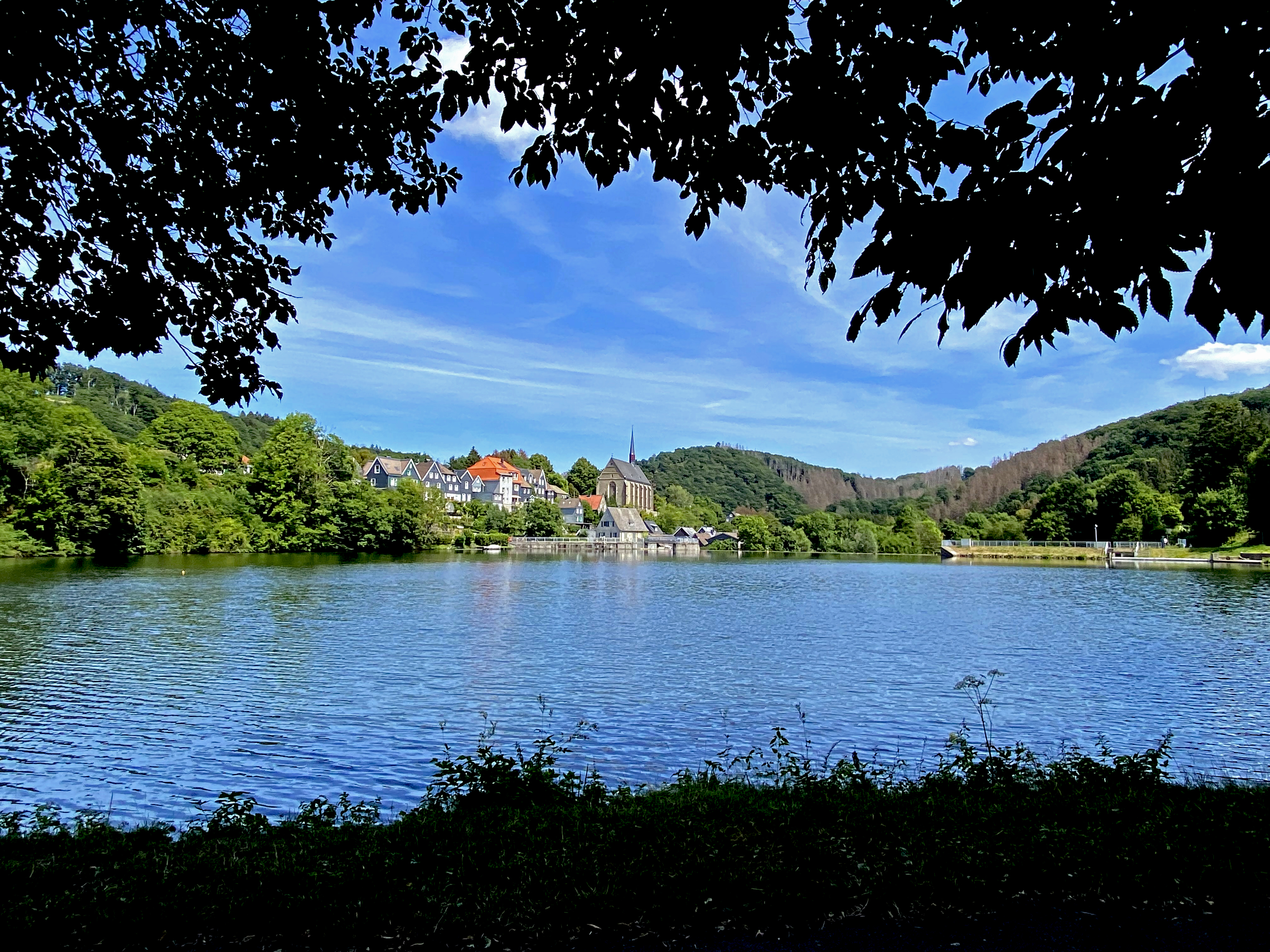
Blick über den Beyenburger Stausee auf den Denkmalbereich mit Klosterkirche
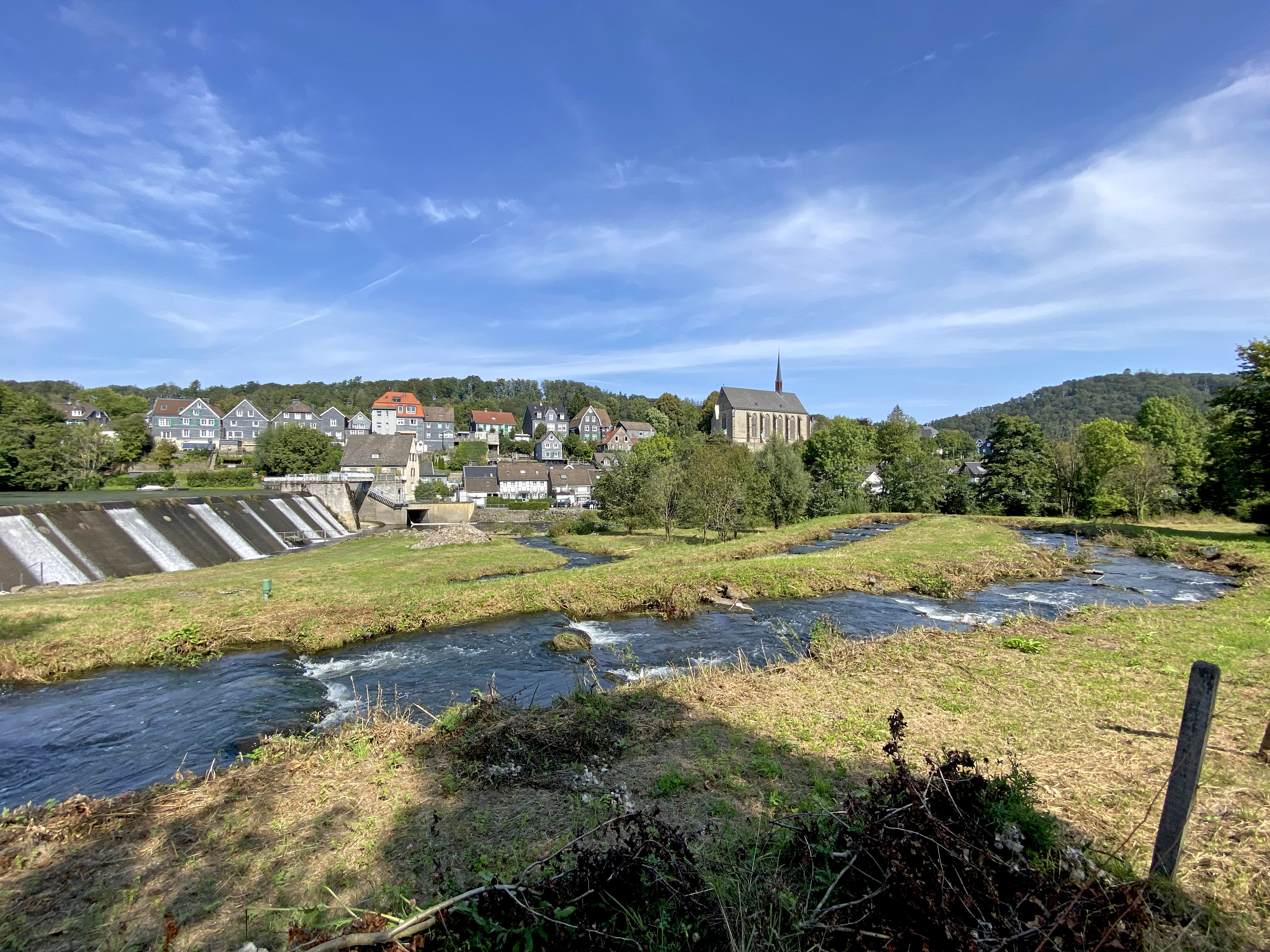
Fischtreppe an der Staumauer
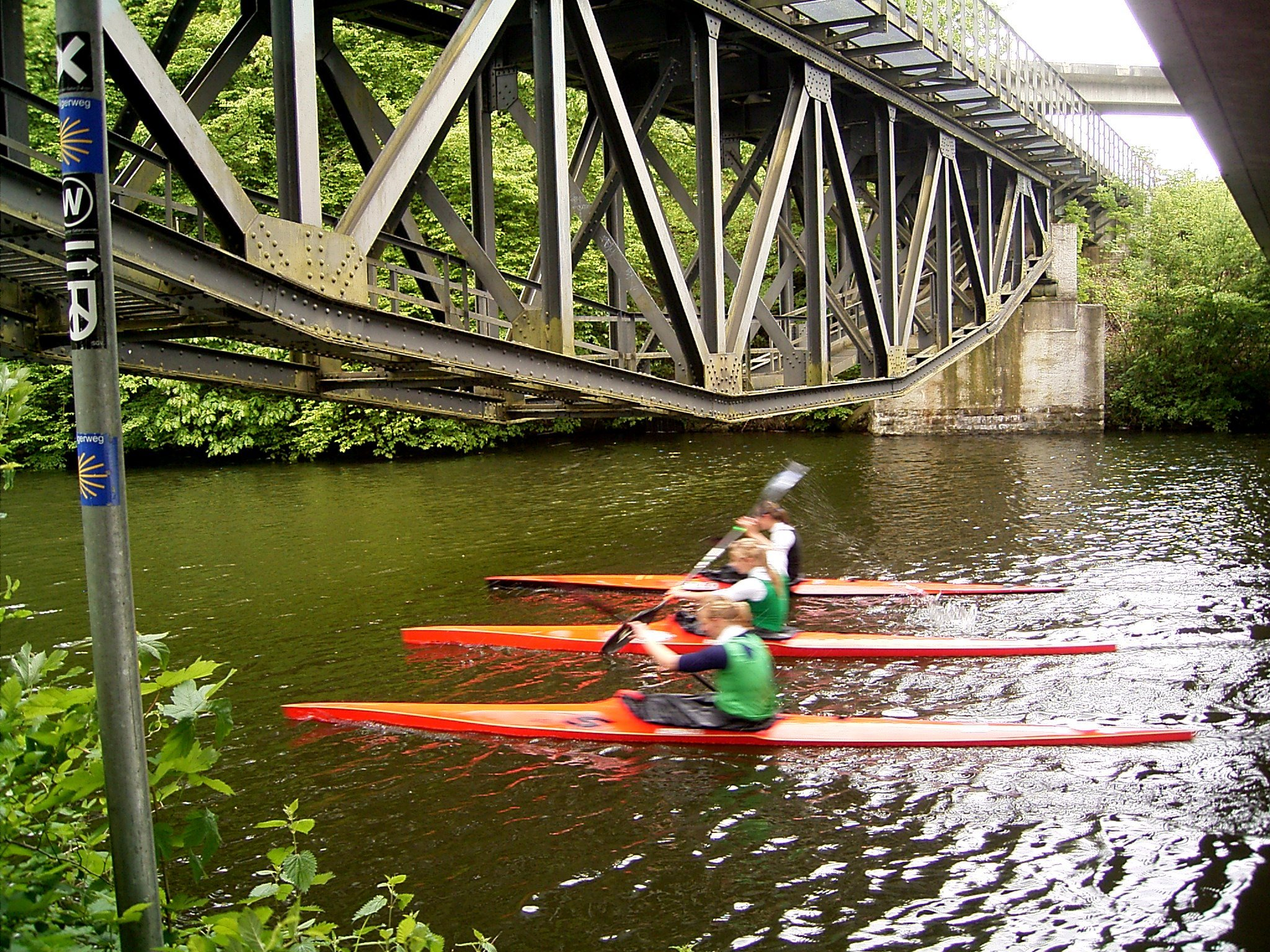
Kanuten unter der Brücke der Wuppertalbahn
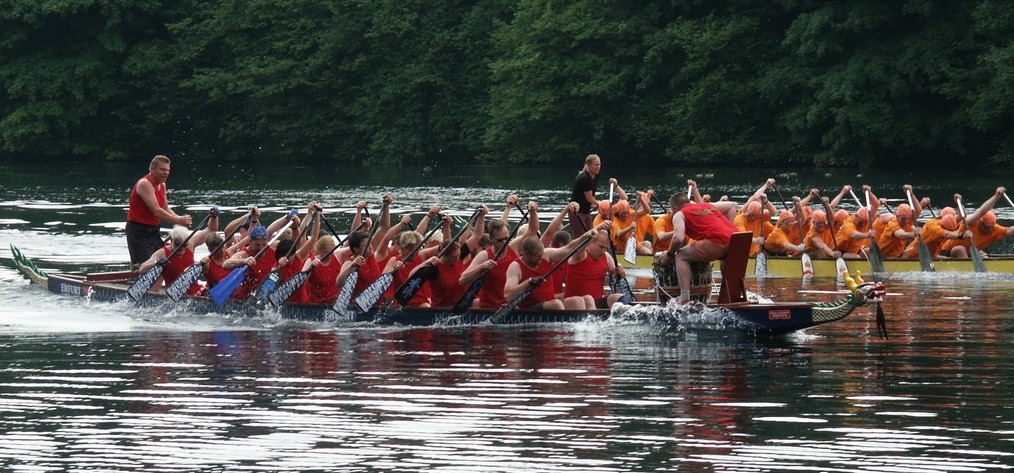
Drachenbootfest in Beyenburg
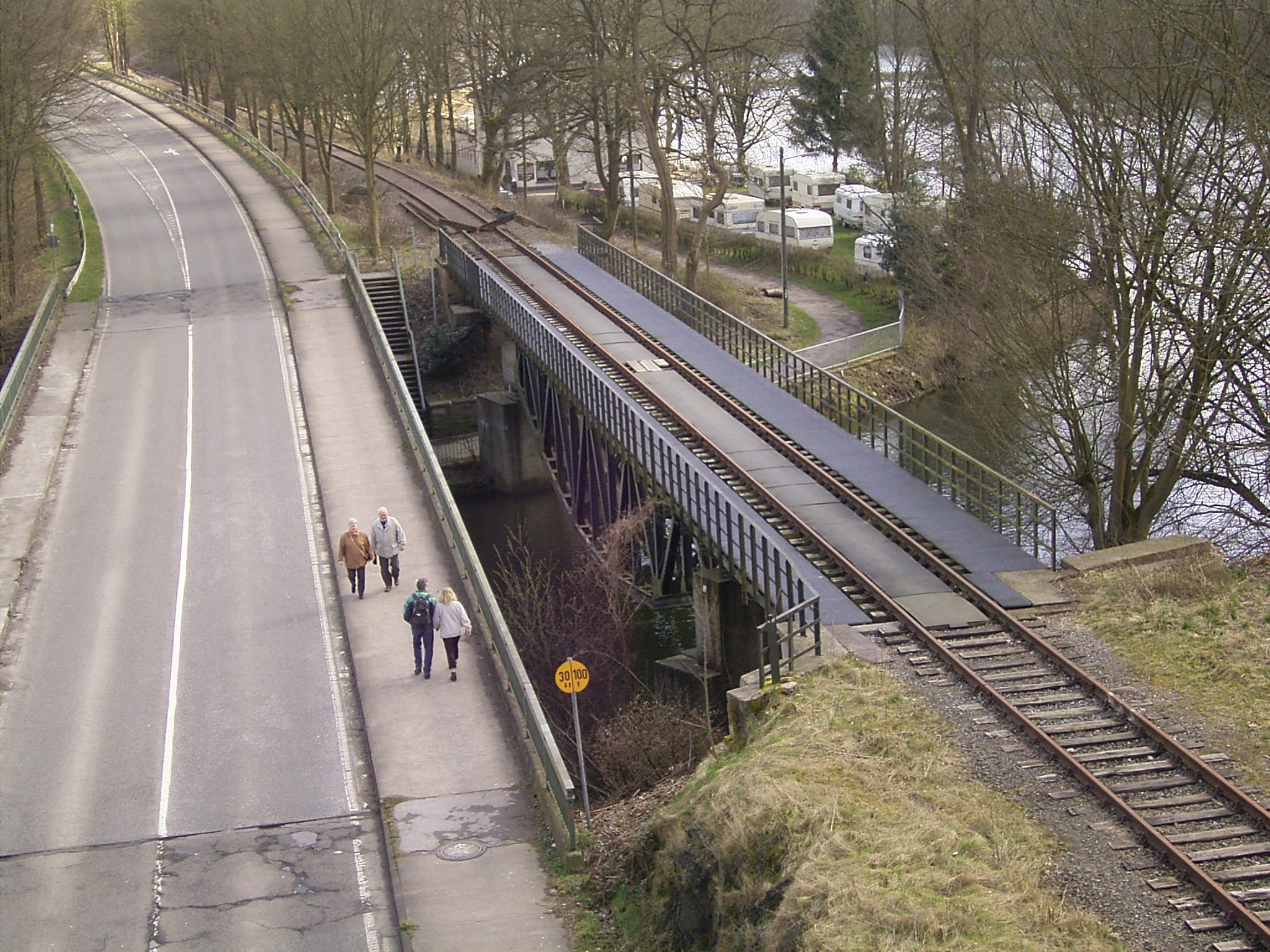
Die nebeneinander liegenden Brücken der L414 und der Wuppertalbahn